# 人馬座V4998
人馬座V4998（V4998 Sagittarii）是人馬座一顆的亮藍變星。人馬座V4998距離地球約25,000光年，距離五合星團約7秒差距（23光年）。人馬座V4998有一個直徑超過0.8 pc的彈射星雲，形成於5000-10,000年前的大規模噴發。人馬座V4998的質量與手槍星相當，光度約為太陽的400萬倍。人馬座V4998為已知質量最大、亮度最高的恆星之一。